# 10 de septiembre
El 10 de septiembre es el 253.º (ducentésimo quincuagésimo tercer) día del año —el 254.º (ducentésimo quincuagésimo cuarto) en los años bisiestos— en el calendario gregoriano. Quedan 112 días para finalizar el año.

## Acontecimientos
- 1229: inicio de la Conquista de Mallorca por las tropas de Jaime I de Aragón.
- 1509 (más posiblemente el 14 de septiembre): sobre la costa del Mar de Mármara, cerca de Estambul (Turquía) sucede un terremoto de 7,4 grados en la escala sismológica de Richter (y una intensidad de 10 a 11) y un tsunami, que dejan unas 13 000 víctimas fatales.[1]
- 1541: en la localidad de Santiago de Guatemala (en las laderas del Volcán de Agua) un terremoto derrumba varias construcciones, entre ellas la capilla, donde muere la viuda del conquistador Pedro de Alvarado (nombrada gobernadora el día anterior).
- 1586: en el Vaticano se coloca en el centro de la plaza de San Pedro un obelisco originario de Egipto.[2]
- 1721: la Paz de Nystad pone fin a la guerra entre Rusia y Suecia.
- 1814: en Buenos Aires (Argentina), Gervasio Posadas (director supremo de las Provincias Unidas del Río de la Plata), separa la provincia de Entre Ríos de la de Corrientes.
- 1823: en Perú, le es conferida a Simón Bolívar la suprema autoridad militar del Perú, por el Congreso de ese país.
- 1831: en España se vota la ley que crea la Bolsa de Madrid.
- 1838: en Ecuador, el colombiano José Rodríguez recorre 1 km bajo las aguas del río Guayas dentro de un sumergible creado por él, al que denomina El Hipopótamo.
- 1846: Elias Howe patenta su máquina de coser.
- 1865: se termina la construcción de la Iglesia de Nuestra Señora de Montserrat, que había comenzado en 1755.
- 1877: en la Catedral de Santo Domingo (República Dominicana) se hallan los restos de Cristóbal Colón.
- 1910: en Cádiz (España) se funda el Cádiz CF.
- 1919: Tratado de Saint-Germain-en-Laye con Austria, que oficializa el desmembramiento del Imperio austrohúngaro.
- 1924: en Cúcuta (Colombia) se funda el equipo de fútbol Cúcuta Foot-ball Club (actual Cúcuta Deportivo).
- 1927: Francia gana por primera vez la Copa Davis desde su fundación en 1905.
- 1936: En el contexto de la guerra civil española, la Mezquita de Córdoba es alcanzada por una bomba lanzada por la aviación republicana durante un bombardeo a la ciudad.
- 1939: en la costa de Noruega —en el marco de la Segunda Guerra Mundial— el submarino HMS Tritón hunde por error a su compañero, el submarino HMAS Oxley, que se convierte en la primera pérdida de la Royal Navy.
- 1939: Canadá le declara la guerra a Alemania, uniéndose a Francia, Reino Unido, Nueva Zelanda y Australia en el bando aliado.
- 1942: en Majunga, al noroeste de Madagascar —en el marco de la Segunda Guerra Mundial— la Armada británica desembarca una unidad anfibia para relanzar la ofensiva en la Batalla de Madagascar.
- 1943: en la Segunda Guerra Mundial, Alemania comienza la ocupación de Roma.
- 1945: Vidkun Quisling es sentenciado a la pena capital por su colaboración con el régimen nazi.
- 1951: Reino Unido comienza su boicot a Irán.
- 1952: en Europa comienza la primera sesión de los 78 diputados de la Asamblea de la Comunidad Europea del Carbón y del Acero, antecesora del Parlamento Europeo.[3]
- 1953: en el sitio de pruebas atómicas en Semipalatinsk (Kazajistán) la Unión Soviética hace detonar a 220 m de altura su octava bomba atómica, de 4,9 kilotones.
- 1960: el maratonista etíope Abebe Bikila gana la maratón de los Juegos Olímpicos de Roma 1960 corriéndolo en su totalidad descalzo.
- 1961: en la calle Manrique y Salud, en el distrito Centro Habana, de La Habana (Cuba), elementos contrarrevolucionarios ―en el marco de los ataques terroristas organizados por la CIA estadounidense― asesinan al obrero Arnaldo Socorro, y hieren a los milicianos Regino Valdés González, Juan A. Fernández Soler y Andrés Figueroa Casanova.[4]
- 1961: en el circuito de Monza (Italia), mueren 16 espectadores y el piloto Wolfgang von Trips en un accidente.
- 1963: en Alabama, 20 estudiantes afroamericanos entran por primera vez en escuelas públicas.

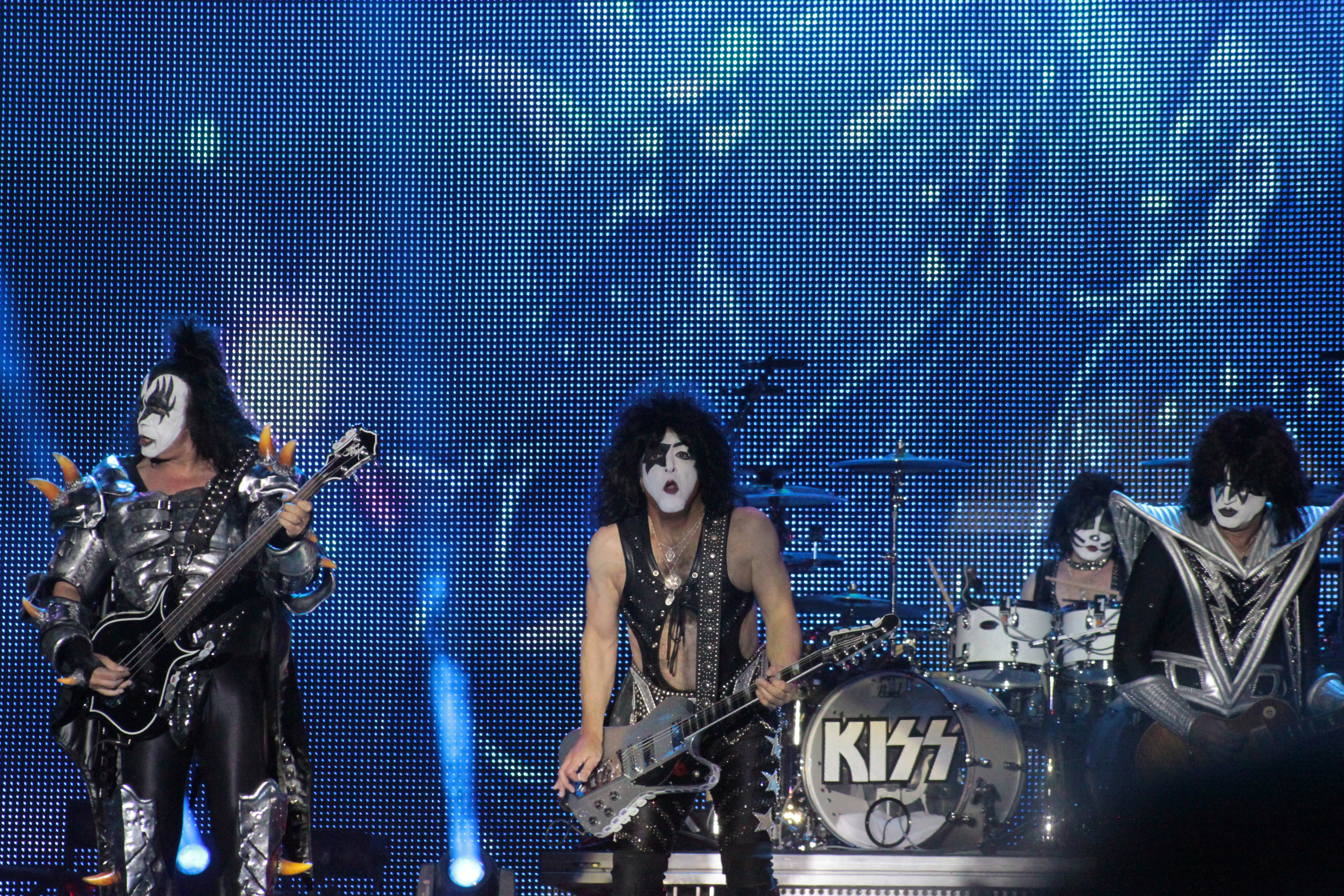
ALIVE!, el ícónico álbum de Kiss.

- 1967: el pueblo de Gibraltar vota mantenerse en el Reino Unido y no formar parte de España.
- 1972: en Múnich (Alemania), Estados Unidos pierde su primer partido internacional contra la Unión Soviética.
- 1974: Guinea-Bissau se independiza de Portugal.
- 1975: la banda estadounidense Kiss presentó ALIVE!, uno de sus álbumes más legendarios y aclamados.
- 1976: en España, el Gobierno aprueba el proyecto de ley de reforma política que abrirá el camino hacia la democracia.
- 1976: en Santiago de Chile, el dictador Augusto Pinochet le retira la ciudadanía al excanciller Orlando Letelier (1932-1976). Once días después, Letelier será asesinado en Washington DC.
- 1977: en Francia es guillotinado Hamida Djandoubi, la última persona en ser ejecutada en este país.
- 1981: el cuadro Guernica (de Pablo Picasso) vuelve a España procedente del Museo de Arte Moderno de Nueva York junto a los 23 bocetos que lo completan.
- 1983: en Cataluña, España, se inaugura en pruebas, la Televisión de Cataluña (TV3).

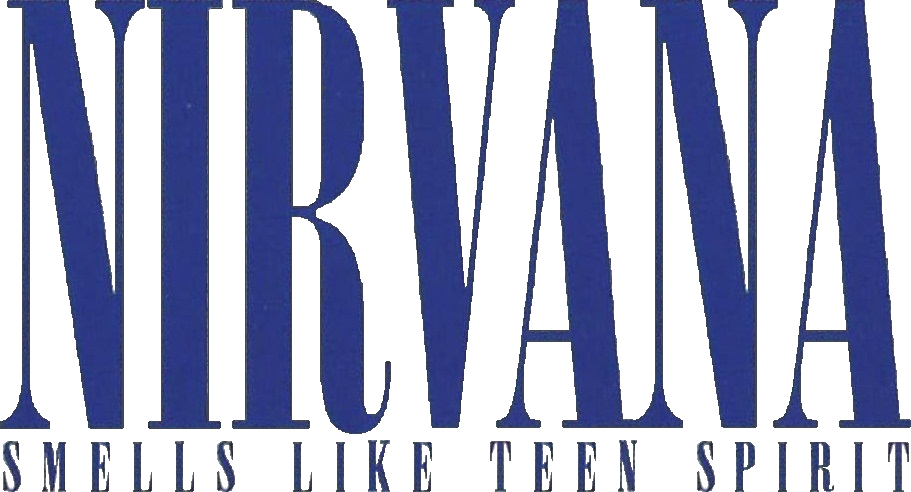
Smells Like Teen Spirit de Nirvana, el himno de toda una generación.

- 1987: en Estados Unidos, el papa Juan Pablo II llega a Miami, en el primer día de su visita a ese país.
- 1990: en Argentina, el príncipe Felipe de Borbón, heredero de la Corona Española, comienza en Buenos Aires su primera visita oficial a Iberoamérica.
- 1990: en Estados Unidos, se emite por primera vez la famosa serie de televisión The Fresh Prince of Bel-Air.
- 1991: se lanzó mundialmente Smells Like Teen Spirit de Nirvana, una de las canciones más importantes e icónicas de la cultura popular.
- 1992: en el vértice sur del conocido como Triángulo del Arte de Madrid se inaugura del Museo Nacional Centro de Arte Reina Sofía.
- 1994: la VIII cumbre del Grupo de Río exige reformas democráticas en Cuba y el fin del embargo de Estados Unidos a la isla.
- 2001: en Sierra Leona, el SAS rescata a una patrulla secuestrada por guerrilleros.
- 2001: en Nueva York (Estados Unidos), Michael Jackson da su último concierto.
- 2002: Suiza ingresa en las Naciones Unidas.

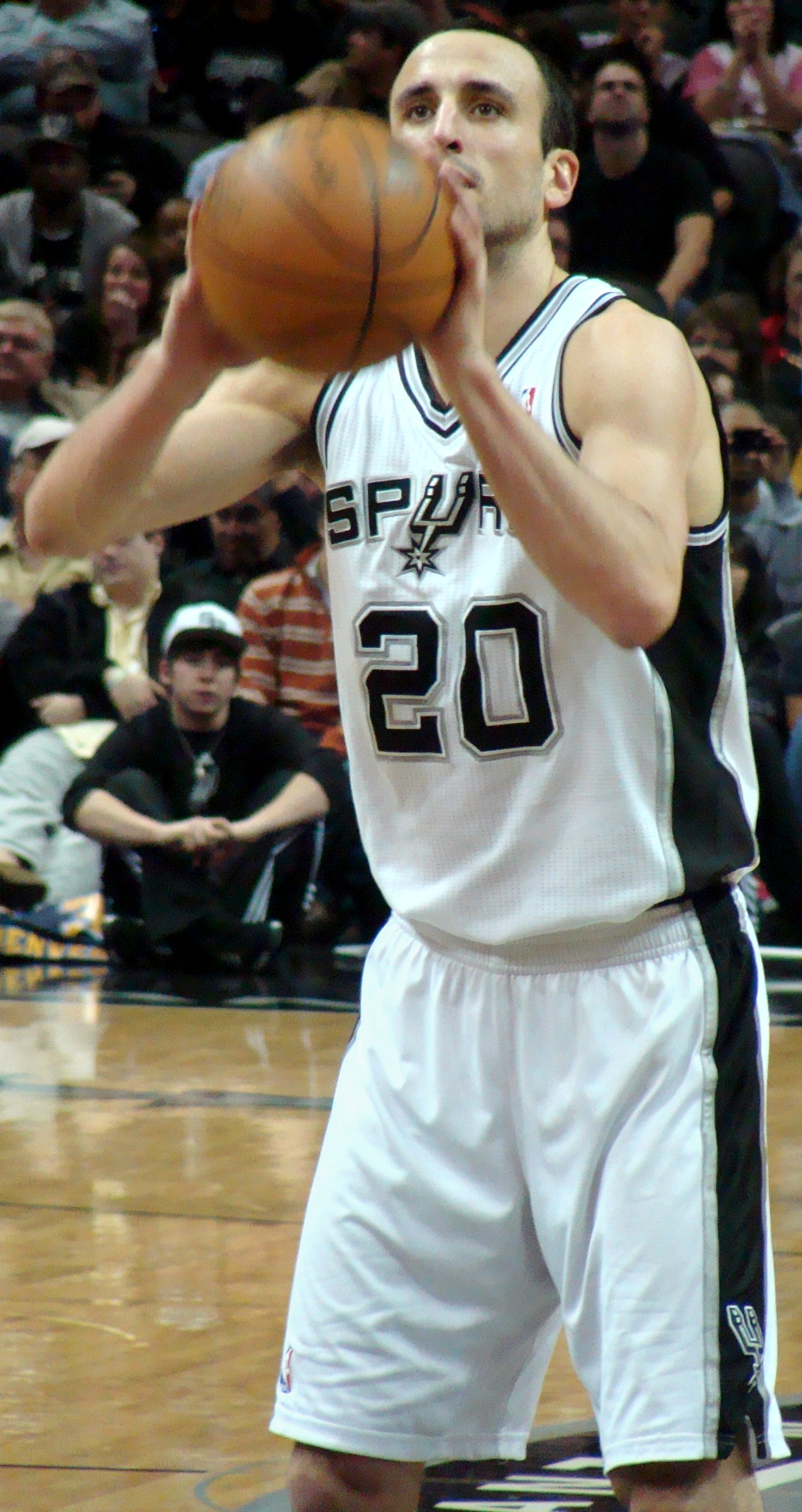
Manu Ginobili, inmortalizado en el Salón de la Fama.

- 2003: en los almacenes NK de Estocolmo es apuñalada la ministra sueca Anna Lindh, quien fallecerá a la madrugada siguiente.
- 2003: en ocasión de la Reunión Ministerial de la Organización Mundial del Comercio, el agricultor coreano Lee Kyung Hae se suicida en protesta al impacto negativo de esta entidad en la vida del campesinado en su país y todo el mundo.
- 2006: Michael Schumacher —heptacampeón de Fórmula 1— anuncia su retirada como piloto.
- 2008: en Ginebra (Suiza), el acelerador de partículas LHC del CERN, comienza a funcionar con éxito tras hacer circular por el acelerador un haz de mil millones de protones en poco más de 50 minutos.
- 2017: se cae una línea de electricidad en Monterrey, Nuevo León afectando a varios estados.
- 2018: en Costa Rica, inicia la Huelga sindical en Costa Rica de 2018 contra del proyecto de reforma fiscal impulsado por el Poder Ejecutivo en la Asamblea Legislativa.
- 2018: en Lima Perú suceden enfrentamientos entre las barras de Alianza Lima y una evangélica local provocando una desobediencia civil por problemas financieros en el Estadio Alejandro Villanueva. Conocida como Toma del Matute.
- 2021: en Lima Perú se celebra 85 años de Melcochita
- 2022: en uno de los sucesos más importante de la historia de Argentina, Manu Ginóbili fue introducido al Salón de la Fama de la NBA, siendo el primer argentino en alcanzar tal reconocimiento.
- 2024: en México, en medio de la discusión de la controversial Reforma Judicial, varios manifestantes irrumpen las instalaciones del Senado de México, provocando que se suspendiera durante algunas horas y se trasladará a la antigua sede ubicada en el Centro Histórico de la Ciudad de México, para continuar con la discusión y posterior aprobación.

## Nacimientos
- 920: Luis IV, rey francés entre 936 y 954 (f. 954).
- 1169: Alejo II Comneno, emperador bizantino entre 1180 y 1183 (f. 1183).
- 1404: Gilles de Rais, mariscal francés (f. 1440).
- 1487: Julio III, religioso italiano, papa entre 1550 y 1555 (f. 1555).
- 1561: Hernandarias, gobernador español (f. 1634).
- 1624: Thomas Sydenham, médico británico (f. 1655).
- 1638: María Teresa de Austria, reina consorte francesa (f. 1683).
- 1659: Henry Purcell, compositor británico (f. 1695).
- 1714: Niccolò Jommelli, compositor italiano (f. 1811).
- 1740: Nicolau Tolentino de Almeida, escritor y poeta portugués (f. 1811).
- 1767: José de Mónaco, heredero monegasco (f. 1816).
- 1786: Nicolás Bravo, político e insurgente mexicano (f. 1854).
- 1801: Marie Laveau, practicante vudú estadounidense (f. 1881).
- 1834: Nicolás Aguilar Murillo, agricultor, militar y héroe nacional costarricense (f. 1898).

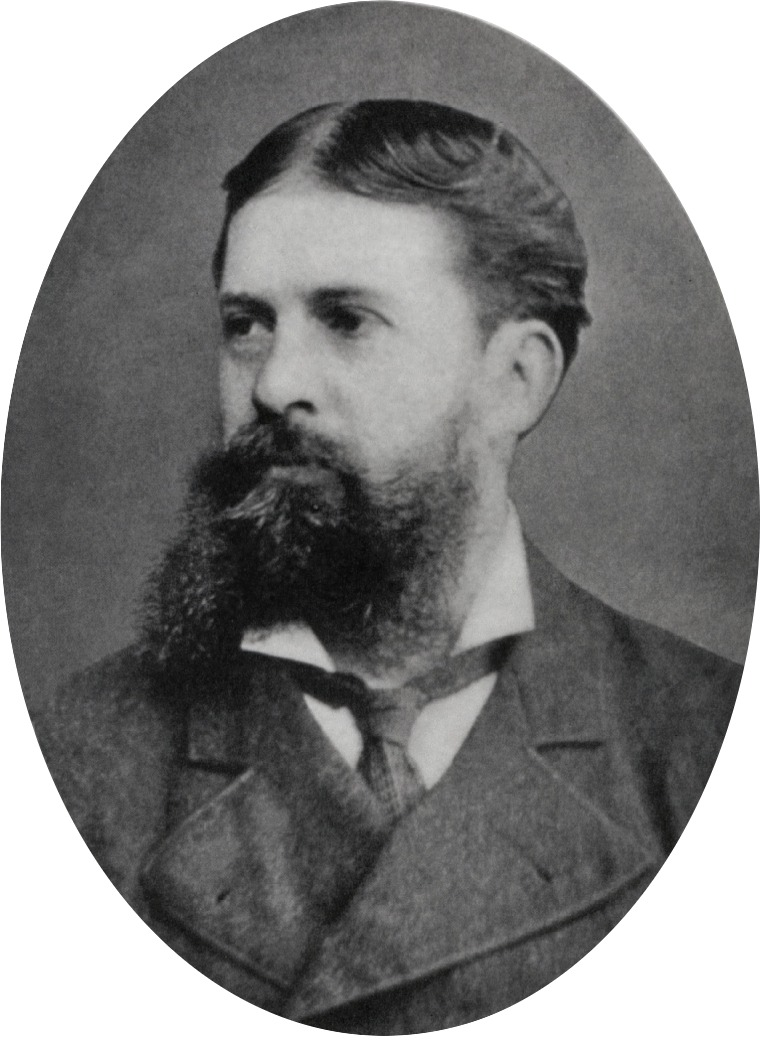
Charles Sanders Peirce

- 1839: Charles Sanders Peirce, filósofo, lógico, astrónomo, matemático y sabio estadounidense (f. 1914).
- 1850: Eduardo López Rivas, intelectual, editor y periodista venezolano (f. 1913).
- 1852: Genaro Codina, músico mexicano, creador de la Marcha de Zacatecas (f. 1901).
- 1854: Charles Seignobos, historiador francés (f. 1941).
- 1855: Albert Mummery, alpinista y economista británico (f. 1895).
- 1862: Francisco Podestá, docente argentino (f. 1912).
- 1862: Luis Razetti, médico cirujano venezolano (f. 1932).
- 1866: Jeppe Aakjær, escritor danés (f. 1930).
- 1868: Frederick Hamilton Davey, botánico inglés (f. 1915).
- 1872: Vladímir Arséniev, explorador y escritor ruso (f. 1930).
- 1874: Karl Faust, botánico alemán (f. 1952).
- 1885: Carmine Gallone, director de cine italiano (f. 1973).
- 1886: Hilda Doolittle, poeta y novelista estadounidense (f. 1961).
- 1887: Rudolf Schindler, arquitecto estadounidense nacido en Austria (f. 1953).
- 1887: Giovanni Gronchi, presidente italiano (f. 1978).

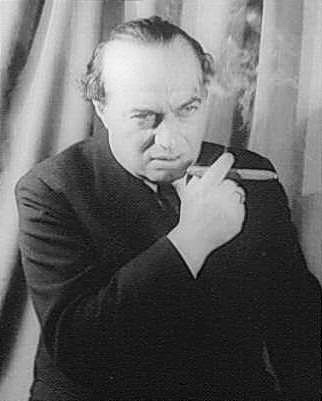
Franz Werfel

- 1890: Franz Werfel, novelista, dramaturgo y poeta checo (f. 1945).
- 1890: César López de Lara, gobernador y revolucionario mexicano (f. 1958).
- 1892: Arthur Compton, físico estadounidense, premio nobel de física en 1927 (f. 1962).
- 1894: Aleksandr Dovzhenko, guionista, productor y cineasta ucraniano (f. 1956).
- 1898: Georges Bataille, escritor y filósofo francés (f. 1962).
- 1898: Bessie Love, actriz estadounidense (f. 1986).
- 1901: Ondino Viera, futbolista y entrenador uruguayo (f. 1997).
- 1903: Benita Galeana, escritora y activista mexicana (f. 1995).
- 1904: Juan José Arévalo, político guatemalteco, presidente entre 1945 y 1951 (f. 1990).
- 1911: Nelly Omar, actriz y cantante centenaria argentina (f. 2013).
- 1914: Robert Wise, cineasta estadounidense (f. 2005).
- 1915: Edmond O'Brien, actor estadounidense (f. 1985).
- 1916: Luis Mackenna Shiell, abogado y político chileno (f. 2001).
- 1917: Miguel Serrano, escritor y diplomático neonazi chileno (f. 2009).
- 1920: Calyampudi Radhakrishna Rao, estadístico y profesor indio (f. 2023).
- 1921: Charley Eckman, árbitro y entrenador de baloncesto estadounidense (f. 1995).
- 1923: Rafael Carret, actor y comediante argentino (f. 2014).
- 1923: Paulo de Carvalho Neto, antropólogo y folclorista brasileño (f. 2003).
- 1929: Arnold Palmer, golfista estadounidense (f. 2016).
- 1930: Jesús Garay Vecino, futbolista español (f. 1995).
- 1931: Pepe Rubio, actor español (f. 2012).

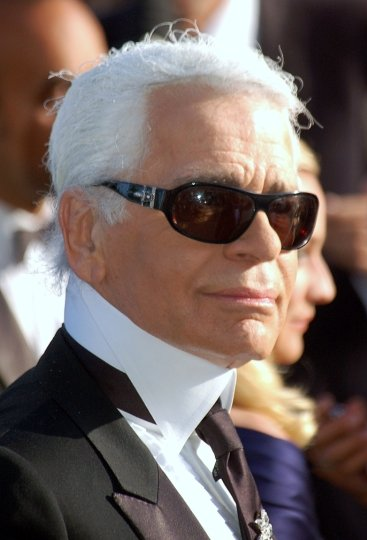
Karl Lagerfeld

- 1933: Karl Lagerfeld, diseñador de modas alemán (f. 2019).
- 1933: Roger Maris, beisbolista estadounidense (f. 1984).
- 1937: Jared Diamond, biólogo estadounidense.
- 1939: Cynthia Lennon, artista británica, primera esposa de John Lennon y madre del músico Julian Lennon (f. 2015).
- 1941: Stephen Jay Gould, paleontólogo estadounidense (f. 2002).
- 1941: Christopher Hogwood, conductor y compositor británico (f. 2014).
- 1943: Junior (Antonio Morales), cantante filipino, del dúo Juan y Junior (f. 2014).
- 1944: Héctor Silva, rugbier argentino (f. 2021).
- 1943: Jorge Pinchevsky, violinista de rock argentino (f. 2003).
- 1945: Dennis Burkley, actor estadounidense (f. 2013).
- 1945: José Feliciano, cantante y guitarrista puertorriqueño.
- 1945: Carlos Mayolo, cineasta colombiano (f. 2007).
- 1946: Jim Hines, atleta estadounidense (f. 2023).
- 1946: Shlomo Sand, historiador israelí.
- 1947: Carlos Marín, periodista mexicano.
- 1950: Joe Perry, guitarrista estadounidense, de la banda Aerosmith.
- 1951: Eliseo Alberto, escritor cubano (f. 2011).
- 1952: Bruno Giacomelli, piloto de automovilismo italiano.
- 1953: Amy Irving, actriz estadounidense.
- 1955: Ignacio Astarloa, político español.
- 1957: Kate Burton, actriz suiza.
- 1958: Chris Columbus, cineasta estadounidense.

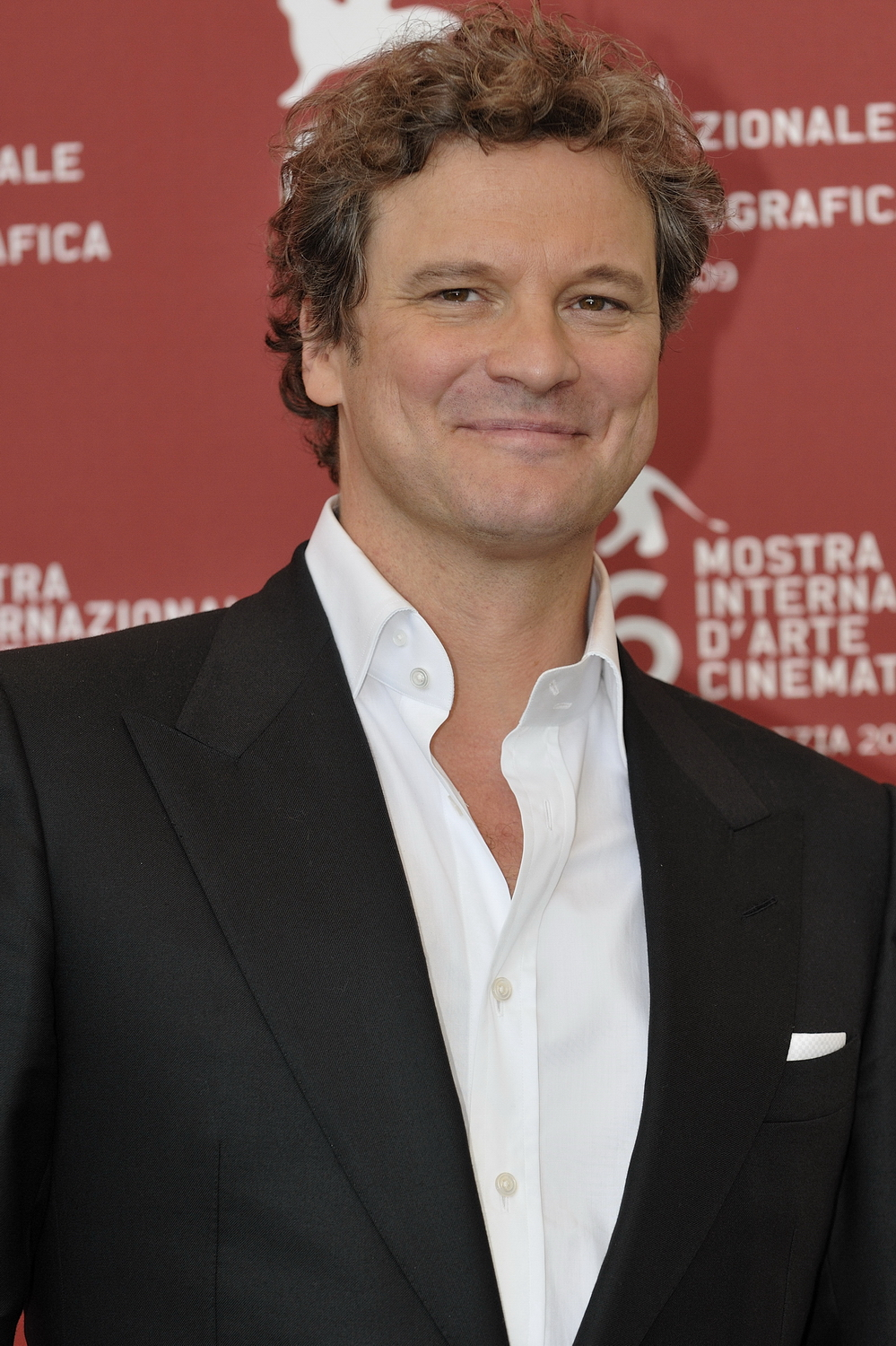
Colin Firth

- 1960: Colin Firth, actor británico.
- 1961: Alberto Núñez Feijóo, político español.
- 1961: Wesley Simina, político micronesio, Presidente de los Estados Federados de Micronesia desde 2023.
- 1963: Randy Johnson, beisbolista estadounidense.
- 1963: Bill Stevenson, músico estadounidense, de las bandas Descendents y Black Flag.
- 1964: Ginés García Millán, actor español.
- 1965: Josep Pedrerol, periodista español.
- 1966: Evelio Arias Ramos, actor y comediante mexicano (f. 2008).
- 1966: Jordi Tarrés, piloto de trial español.
- 1968: Big Daddy Kane, rapero estadounidense.
- 1968: Guy Ritchie, cineasta británico.
- 1968: Andreas Herzog, futbolista austriaco.
- 1969: David Trueba, realizador y guionista español.
- 1970: Tim Plester, actor inglés.
- 1970: Carla Barzotti, actriz y modelo peruana.
- 1972: Ghada Shouaa, atleta siria.
- 1973: Ferdinand Coly, futbolista senegalés.
- 1973: Daniel Agostini, cantante argentino.
- 1974: Mirko Filipovic, artista marcial croata.
- 1974: Ryan Phillippe, actor estadounidense.
- 1974: Ben Wallace, baloncestista estadounidense.
- 1974: Serena Amato, regatista argentina.
- 1974: Sarah Goldberg, actriz estadounidense (f. 2014).
- 1976: Gustavo Kuerten, tenista brasileño.
- 1976: Álex Campos, músico y cantante de música cristiana colombiano.
- 1976: Kim Joo-ryoung, actriz surcoreana.
- 1979: Mustis (Øyvind Johan Mustaparta), tecladista noruego, de la banda Dimmu Borgir.
- 1979: Laia Palau, jugadora de baloncesto española
- 1980: Mikey Way bajista estadounidense, de la banda My Chemical Romance.
- 1980: Alejandro Radetic, piloto y drifter argentino.
- 1981: Germán Denis, futbolista argentino.
- 1982: Guillermo Israilevich, futbolista argentino-israelí.
- 1982: Stephen McManus, futbolista escocés.
- 1982: David López Moreno, futbolista español.
- 1983: Fernando Belluschi, futbolista argentino.
- 1983: Jérémy Toulalan, futbolista francés.
- 1983: Joey Votto, beisbolista canadiense.
- 1984: Ivonne Guzmán, cantante colombiana.
- 1985: Laurent Koscielny, futbolista francés.
- 1985: Shota Matsuda, actor japonés.
- 1985: David Clarkson, futbolista escocés.
- 1985: Mónica Lopera, actriz colombiana.
- 1987: Paul Goldschmidt, beisbolista estadounidense.
- 1988: Lucas Pérez, futbolista español.
- 1990: Roberto Carlo, actor y conductor mexicano.
- 1992: Marisela Carrasco, futbolista chilena.
- 1993: Ruggero Pasquarelli, actor, cantante y conductor italiano.
- 1994: Artiom Markélov, piloto de automovilismo ruso.
- 1995: Jack Grealish, futbolista británico.
- 2003: Nguyễn Văn Trường, futbolista vietnamita.
- 2006: Bassala Bagayoko, baloncestista maliense.

## Fallecimientos
- 210 a. C.: Qin Shi Huang, primer emperador chino (n. 260 a. C. o 259 a. C.).
- 954: Luis IV, rey francés (n. 920).
- 1308: Go-Nijō, emperador japonés (n. 1285).
- 1419: Juan Sin Miedo (Juan de Borgoña), aristócrata francés (n. 1371).
- 1482: Federico da Montefeltro, condottiero y mecenas italiano (n. 1422).
- 1607: Luzzasco Luzzaschi, compositor italiano (n. 1545).
- 1680: Baldassare Ferri, castrato italiano (n. 1610).
- 1749: Émilie du Châtelet, matemática y física francesa (n. 1706).
- 1797: Mary Wollstonecraft, escritora británica (n. 1759).
- 1815: John Singleton Copley, artista estadounidense (n. 1738).
- 1816: Manuel de Bernardo Álvarez, fue un abogado y político neogranadino. (n. 1743).
- 1827: Ugo Foscolo, poeta y novelista italiano (n. 1778).
- 1833: Juan José Paso, político secretario de la Primera Junta de Gobierno de Argentina (n. 1758).
- 1862: Carlos Antonio López, presidente paraguayo (n. 1792).
- 1898: Sissi (Isabel de Baviera), emperatriz austrohúngara (n. 1837).
- 1904: Aparicio Saravia, político y militar uruguayo (n. 1856).
- 1910: Emmanuel Frémiet, escultor francés (n. 1824).
- 1923: Baldomero Lillo, cuentista chileno (n. 1867).
- 1931: Dmitri Egorov, matemático ruso (n. 1869).
- 1934: George Henschel, pianista, director de orquesta y compositor alemán, nacionalizado británico (n. 1850).
- 1940: Edward LeSaint, actor y cineasta estadounidense (n. 1870)
- 1947: Hatazō Adachi, militar japonés (n. 1890).
- 1948: Fernando I, rey búlgaro (n. 1861).
- 1950: Raymond Sommer, piloto de automovilismo francés (n. 1906).
- 1961: Wolfgang von Trips, piloto alemán de carreras (n. 1928).
- 1964: Efraín González Luna, abogado, político mexicano, cofundador del Partido Acción Nacional (n. 1898).
- 1968: Pablo de Rokha (Carlos Díaz Loyola), poeta chileno (n. 1894).
- 1971: Pier Angeli, actriz italiana (n. 1932).
- 1972: Ann Elizabeth Hodges, mujer estadounidense que fue golpeada por el meteorito Sylacauga el 30 de noviembre de 1954 (n. 1920).
- 1975: George Paget Thomson, físico británico, premio nobel de física en 1937 (n. 1892).
- 1976: Sergio Karakachoff, abogado, periodista y político argentino (n. 1939).
- 1976: Dalton Trumbo, escritor y guionista cinematográfico estadounidense (n. 1905).
- 1977: Hamida Djandoubi, criminal tunecino, última persona en ser ejecutada en Francia (n. 1949).
- 1977: Pedro Enrique Alfonso, abogado, profesor y político chileno (n. 1903).
- 1979: Agostinho Neto, político angoleño, primer presidente de su país (n. 1922).
- 1983: Felix Bloch, físico suizo, premio nobel de física (n. 1905).
- 1985: Jock Stein, futbolista y entrenador británico (n. 1922).
- 1996: Joanne Dru, actriz estadounidense (n. 1922).
- 1999: Alfredo Kraus, tenor español (n. 1927).Taufa'ahau Tupou IV.

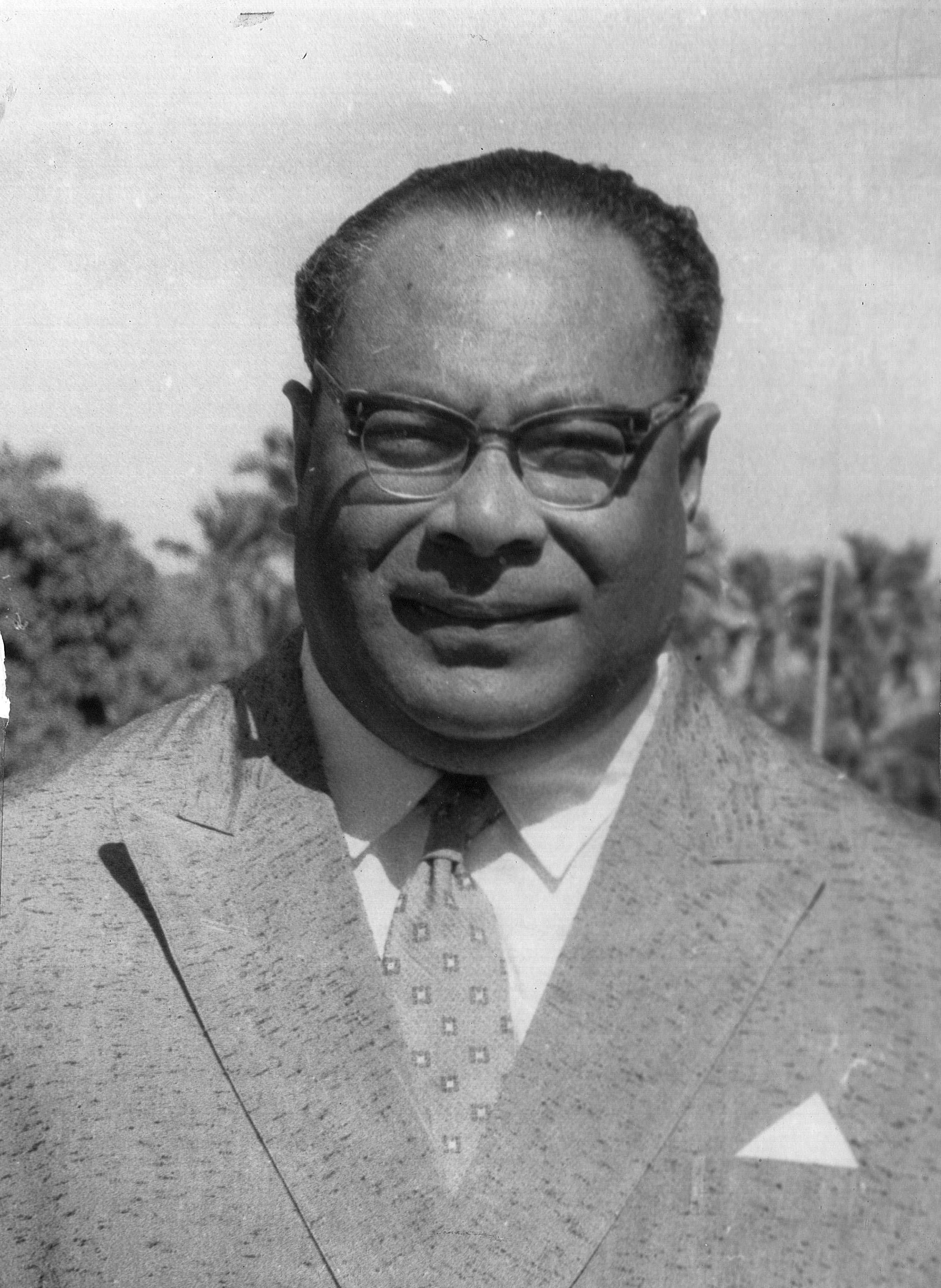
Taufa'ahau Tupou IV.

- 2006: Taufa'ahau Tupou IV, rey de Tonga (n. 1918).
- 2007: Alberto Argibay, actor argentino (n. 1932).
- 2007: Anita Roddick, empresaria británica (n. 1942).
- 2007: Jane Wyman, actriz estadounidense (n. 1917).
- 2008: José Dammert Bellido, sacerdote católico peruano (n. 1917).
- 2008: Isaac Montero, escritor y guionista español (n. 1936).
- 2009: Margarita García Flores, abogada, política y activista mexicana (n. 1922).
- 2010: Juan Mari Brás, político puertorriqueño (n. 1927).
- 2010: Willian Lara, periodista y político venezolano (n. 1957).
- 2011: Cliff Robertson, actor estadounidense (n. 1923).Cliff Robertson.

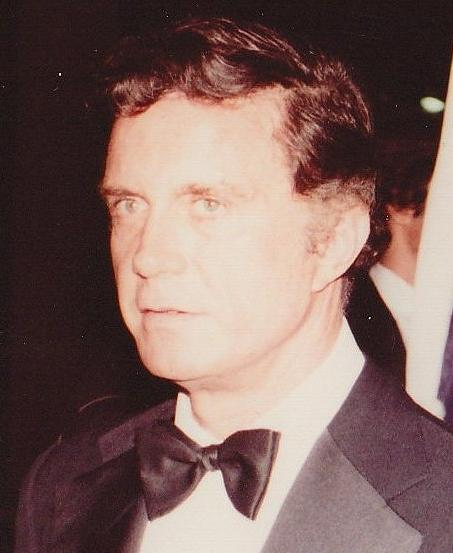
Cliff Robertson.

- 2011: Sabino Augusto Montanaro, político paraguayo (n. 1922).
- 2012: Ernesto de la Peña, poeta, filósofo y académico mexicano (n. 1927).
- 2012: Raquel Correa, periodista chilena (n. 1934).
- 2014: Emilio Botín, banquero español (n. 1934).
- 2014: Richard Kiel, actor estadounidense (n. 1939).
- 2015: Franco Interlenghi, actor italiano (n. 1931).
- 2017: Kate Murtagh, cantante y actriz estadounidense de cine y televisión (n. 1920).
- 2019: Daniel Johnston, músico, cantautor y artista estadounidense (n. 1961).
- 2020: Roberto Ucucha Franco (76), cantautor folclórico argentino, miembro del grupo Las Voces de Orán (n. 1944); coronavirus.
- Roberto Ucucha Franco (76), cantautor, guitarrista y bombista argentino, miembro del grupo folclórico Las Voces de Orán (n. 1944); coronavirus.[5]
- 2020: Diana Rigg, actriz británica (n. 1938), protagonista de la serie Los vengadores.
- 2021: Jorge Sampaio, abogado y político portugués, presidente de Portugal entre 1996 y 2006 (n. 1939).
- 2022: Julián Navarro, ingeniero, músico compositor, pianista, director y productor argentino (n. 1948).
- 2022: Lino Patalano, director de teatro y productor teatral italiano radicado en Argentina (n. 1946).

## Celebraciones
- Día Mundial para la Prevención del Suicidio. Instituido por la Organización Mundial de la Salud. En los últimos 45 años las tasas de suicidio han aumentado en un 60% a nivel mundial, advirtió en 2024 el organismo sanitario.
- Día Internacional de Acción contra la OMC y los Tratados de Libre Comercio.[6]

 Por países
(Por orden alfabético)
- Argentina
  - Día de la Ictiología Nacional.[7]Por el natalicio del naturalista Raúl Ringuelet.
  - Día del Terapista Ocupacional.[8]En conmemoración al Congreso Argentino de Terapia Ocupacional realizado en La Rioja el 10 de septiembre de 1985.
    -  Misiones: Día Provincial del Agricultor Familiar Misionero y la Soberanía Alimentaria.[9]
      - Aniversario de Puerto Iguazú, ciudad mundialmente conocida por sus Cataratas del Iguazú.[10]Instituido el 10 de septiembre de 1901 como fecha de fundación (hace ya 123 años, 10 meses y 28 días).
      - Aniversario de Santa Ana.[11]Fundada el 10 de septiembre de 1883, fecha en que se firmó el acta de lo que fue la segunda colonia nacional en el área. (hace ya 141 años, 10 meses y 28 días).

- Belice:
  - Día del Cayo San Jorge.

- China: 
  - Día del Maestro.

- Estados Unidos: 
  - Día Nacional de Intercambio de Ideas.
  - Día Nacional del Abrazo a tu Perro.
  - Día Nacional de la Cena Televisiva.

- Gibraltar: 
  - Día Nacional de Gibraltar.

- Guyana:
  - Día de la Herencia Amerindia.

- Honduras: 
  - Día del Niño.

### Santoral católico

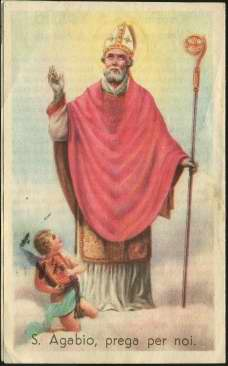
San Agabio de Novara llamado también Agapio o Agapito.

- Virgen de las Maravillas, patrona de Cehegín.
- San Nemesio de Alejandría, mártir (251)
- Santos Nemesiano, Félix, Lucio, Liteo, Poliano, Víctor, Jaderes y Dativo (258).
- Santa Pulqueria de Constantinopla (453).
- San Agabio de Novara, obispo (s. V).[12]
- San Salvio de Albi, obispo (584).
- San Teodardo de Tongres, obispo y mártir (670).
- San Autberto de Avranches, obispo (725).
- Beato Oglerio de Locedio, abad (1214).
- San Nicolás de Tolentino, presbítero (1305).
- Beatos Sebastián Kimura, Francisco de Morales y cincuenta compañeros, mártires (1622).
- San Ambrosio Eduardo Barlow, presbítero y mártir (1641).
- Beato Jacobo Gagnot, presbítero y mártir (1794).